# مکس کروکومبه
مکس کروکومبه (انگلیسی: Max Crocombe؛ زادهٔ ۱۲ اوت ۱۹۹۳) بازیکن فوتبال اهل نیوزیلند است.
از باشگاه‌هایی که در آن بازی کرده است می‌توان به باشگاه فوتبال بارنت، باشگاه فوتبال آکسفورد یونایتد، باشگاه فوتبال نانیتون تاون، باشگاه فوتبال ساوتپورت، و باشگاه فوتبال باکینگهام تاون اشاره کرد.